# Houten driehoeken
Houten driehoeken is een kunstwerk in Amsterdam-Zuid.
Het is een schepping van kunstenaar Josum Walstra, dat bestaat uit vijf in elkaar grijpende driehoeken van onbewerkt hout. De driehoeken staan in het Gijsbrecht van Aemstelpark, nabij de toegang via brug 835 naar/vanuit de Van Nijenrodeweg. Ondanks dat de driehoeken van azobé of bankirai, zeer duurzame houtsoorten, zijn gemaakt, begon de natuur haar werk te doen; het hout begon te rotten. Tussen 2014 en 2018 zijn er delen van het kunstwerk vernieuwd, hetgeen het werk een kleuriger uiterlijk gaf dan het origineel. Het werk zou in opdracht van de Dienst der Publieke Werken zijn gemaakt.

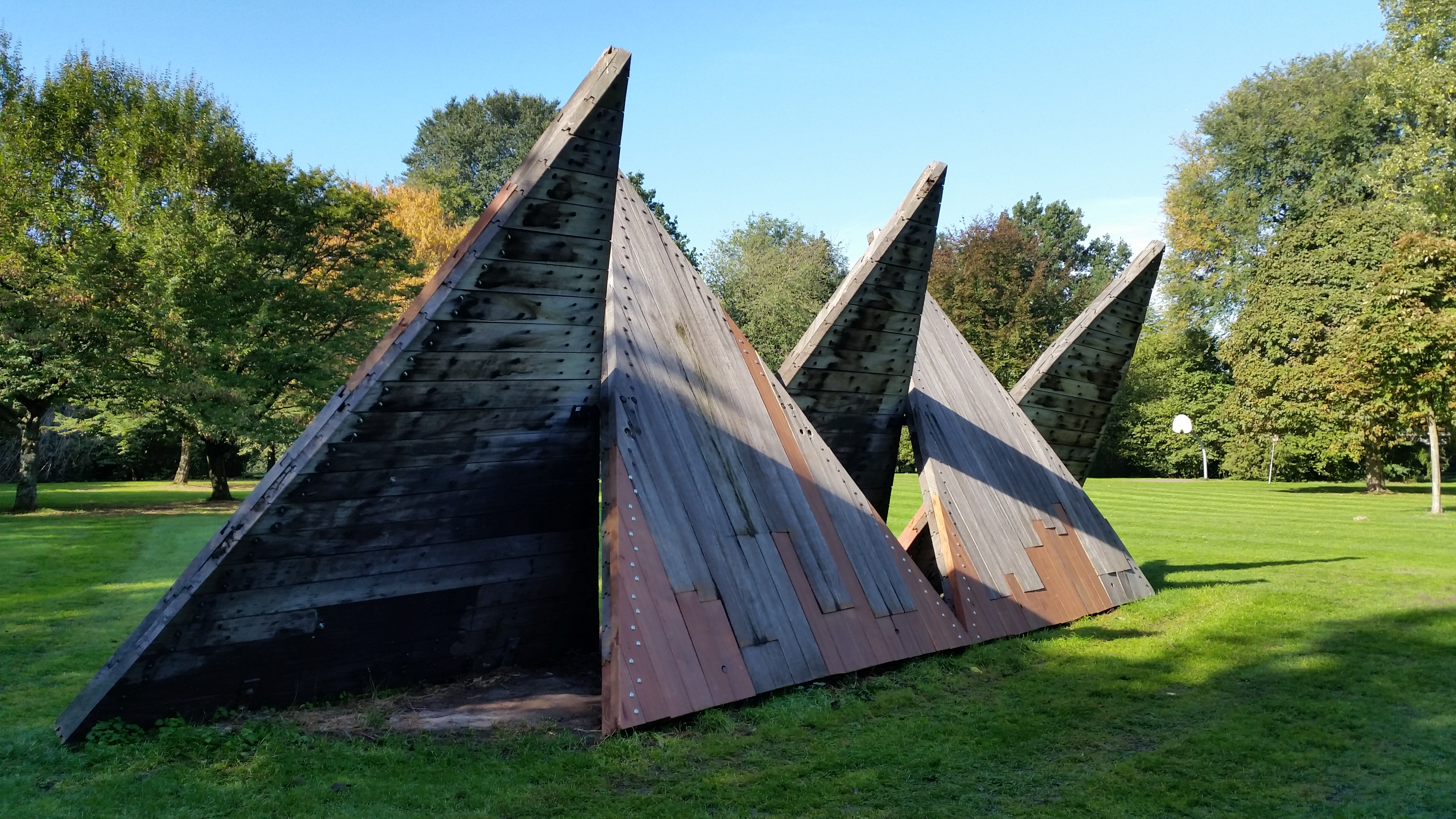
Houten driehoeken oostzijde (oktober 2018)